# Uí Ímair

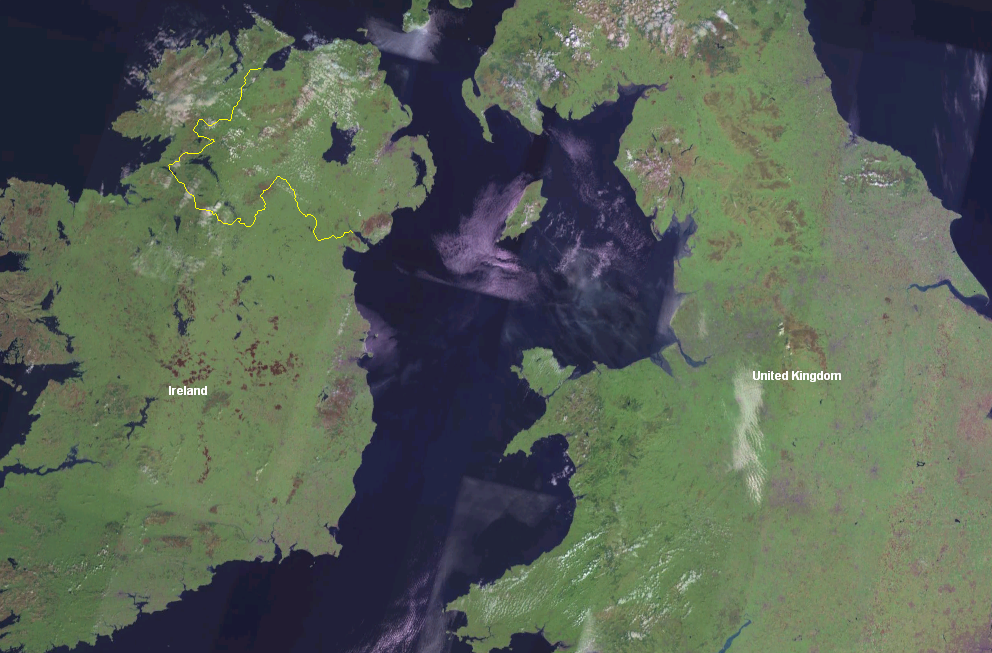
Vue générale de la zone gouvernée par les Uí Ímair

Les Uí Ímair ou Uí Ímhair étaient une dynastie celto-norroise qui régna sur la mer d’Irlande et la côte ouest de l’Écosse de la fin du IXe siècle jusqu'au Xe siècle.

## Histoire
Leur nom, écrit en vieil irlandais, signifie « petits-enfants » ou « descendants d’Ivar » : Le mythique Ivar Ragnarsson (dit Ivar Sans-Os ?) ou  Ivarr roi de Dublin, celui dont les Annales d’Irlande signalent la mort en 873 de la manière suivante : Imhar, rex Nordmannorum totius Hibernie & Brittanie, uitam finiuit, c’est-à-dire « Ivar, roi de tous les Scandinaves d’Irlande et de Bretagne, a achevé sa vie ».
Les descendants d’Ivar prirent possession de leur héritage et régnèrent sur la mer d’Irlande, l’île de Man, les Hébrides, l’Argyll, et les côtes du Galloway, de l’Ayrshire et du Cumberland–Westmorland, ainsi qu’une bonne partie de la Northumbrie, au siècle suivant.
Néanmoins, l’historien Alex Woolf signale qu’il serait erroné d’imaginer la domination des Uí Ímair comme un « empire unitaire » mais plutôt comme un ensemble de seigneuries dirigées par la même dynastie, avec plus ou moins d’unité selon les circonstances politiques du moment.

## Arbre généalogique
- Ímar / Ívar († 873)
  - Bárid mac Ímair († 881)
    - Colla mac Báirid († 932)

  - Sichfrith mac Ímair († 888)
  - Sitric mac Ímair († 896)
  - fils ou fille (ou l'un des fils ci-dessus)
    - Amlaíb ua Ímair († 896)
    - Ímar ua Ímair († 904)
    - Ragnall ua Ímair († 920/1)
      - ? mac Ragnaill († 942)
      - Ímar « Tanist des étrangers » ? († 950)
        - probablement Ímar de Waterford († 1000)
          - Gilla Pátraic mac Ímair († 983)
          - Ragnall mac Ímair († 995)
          - Donndubán mac Ímair († 996)
          - Ragnall mac Ímair II († 1018)
            - ? mac Ragnaill († 1015)
            - Ragnall mac Ragnaill († 1035)

          - Sihtric mac Ímair († 1022)

    - Sitric Cáech († 927)
      - Sichfrith mac Sitric († 937)
      - Ausle mac Sitric († 937)
      - Aralt mac Sitric († 940)
        - probablement Maccus mac Arailt († 984/7)
        - probablement Gofraid mac Arailt († 989)
          - Ragnall mac Gofraid († 1005)
          - Lagmann mac Gofraid († ?)
            - Amlaíb mac Lagmann († 1014), tué à la bataille de Clontarf
              - ? Donnchadh mac Amlaíb († 1014)

          - Máel Muire ingen Gofraid (†  ?)

      - Gofraid mac Sitriuc († 951)
      - Amlaíb Cuarán († 981)
        - Ragnall mac Amlaíb († 980)
        - Glúniairn († 989)
          - Gilla Ciaráin mac Glúniairn († 1014), tué à la bataille de Clontarf
          - Sitric? mac Glúniairn (fl. 1036)

        - Aralt mac Amlaíb († 999), tué à la bataille de Glenmama
          - Ímar mac Arailt († 1054)

        - Dubgall mac Amlaíb († 1014), tué à la bataille de Clontarf
        - Ragnailt ingen Amlaíb († ?)
        - Máel Muire ingen Amlaíb († 1021) épouse de Mael Seachnaill II Mór
        - Gytha ingen Amlaíb († ?)
        - Sigtryggr Silkiskegg († 1042)
          - Artalach mac Sitric († 999), tue à la bataille de Glenmama
          - Amlaíb mac Sitric I/II († 1013)
          - Glúniairn mac Sitric († 1031)
          - Amlaíb mac Sitriuc II/I († 1034)
            - Ragnailt ingen Amlaíb († ?) épouse Cynan ap Iago

          - Gofraid mac Sitric († 1036)
          - Cellach ingen Sitric († 1042)

    - Gofraid ua Ímair († 934)
      - Alpdann mac Gofraid († 927)
      - Amlaíb mac Gofraid († 941)
        - Cammán mac Amlaíb (fl. 962)

      - Ragnall mac Gofraid (fl. 943)
      - Blácaire mac Gofraid († 948)

    - un fils inconnu (ou l'un des fils ci-dessus)
      - Ímar mac Ímair († 977)
        - Amlaíb mac Ímair († 977)
        - Dubcenn mac Ímair († 977)
          - Osli mac Dubceinn († 1012)
          - Amond mac Dubceinn († 1014)

        - Aralt mac Ímair († 978)

### Autres références bibliographiques
- (en) Angelo Forte, Richard Oram et Frederik Pedersen, Viking Empires, (Cambridge, 2005).
- (en) Alex Woolf, Age of Sea-Kings: 900-1300, in Donald Omand (éd.), The Argyll Book, (Édimbourg, 2004), p. 94-109.
- (en) Alex Woolf From Pictland to Alba 789~1070   « The grandsons of Cinaed and  Ímar » p. 122-176. The New Edinburgh History of Scotland. Edinburgh University Press, Edinburgh (2007)  (ISBN 9780748612345)
- Rerum Britannicarum Medii Aevi Scriptores James Henthorn Todd « War of the Gaedhil with the Gaill » 1867. Appendix D, Table VII: Genealogy of the Hy Imhair p. 268-296.
- (en) Clare Downham, Viking Kings of Britain and Ireland: The Dynasty of Ívarr to A.D. 1014. Dunedin Academic Press 2007.  (ISBN 978-1-903765-89-0).